# Taste (album)
Taste is het debuutalbum van Scram C Baby uit 1993.

## Opnamen
Als hoofdprijs in het RTL 4 spelletjesprogramma Rad van Fortuin, gepresenteerd door Hans van der Togt, won zanger John Cees Smit een auto, die hij direct na de uitzending verkocht. Van de opbrengst bekostigde Smit de opnamen van het eerste album. De band benaderde Claw Boys Claw-drummer Marc Lamb voor de productie. De opnamen vonden plaats in Studio Sound Enterprise van Frans Hagenaars, waar de band eerder al een demo opnam. Tot 2010 (Slow Mirror, Wicked Chair) zou de band, hetzij voor productie, hetzij voor de mix, bij alle platen terugkeren naar deze studio langs de A1 bij Weesp. Het alternatieve label Gap Recordings bracht het album eind 1993 uit. De presentatie ervan was in het Amsterdamse Occi.

## Ontvangst
Muziekblad OOR besprak het album positief: "Over Taste valt niet te twisten: van eigen bodem en ronduit mooi". Het door Muziek Centrum Nederland uitgegeven tijdschrift FRET schreef: "Het Amsterdamse kwartet Scram C Baby bereikt op 'Taste' met beperkte middelen het maximale effect. Een paar akkoorden, een vette basrif en een flinke dosis dynamiek houden elk nummer op de debuut-cd spannend". Ondanks deze positieve aandacht had de plaat toch weinig impact. Scram C Baby trad daarom ook weinig op. Na een van de spaarzame optredens werd gitarist Joost Stolk en een meegereisde fan in een snackbar in Eindhoven in elkaar geslagen. De reden: het Ajax-shirt van de fan kwam net onder zijn jas uit.

## Muzikanten
- John Cees Smit - zang
- Joost Stolk - gitaar
- Kees Toet - basgitaar
- Robert Lagendijk - drums

## Nummers
1. Rooftop
2. Jaye
3. Sixteen
4. 70 Sunhouse
5. Almost Gone
6. Appledevil
7. Sideways
8. Lugi
9. Key Of A Dog
10. Right There
11. Hola! Or Heaven
12. Powerless Above It

Alle nummers zijn geschreven door Scram C Baby, de teksten zijn geschreven door John Cees Smit.

Productie door Marl Lamb. Engineer Frans Hagenaars.